# Rhinoceros de Bornéo
Dicerorhinus sumatrensis harrisoni
Espèce
Sous-espèce
Répartition géographique
Statut de conservation UICN

CRC2a(i); D : 
En danger critique
Statut CITES
Le rhinocéros de Bornéo (Dicerorhinus sumatrensis harrissoni), également appelé rhinocéros de Sumatra Oriental ou rhinocéros à poils de l'Est, est l'une des trois sous-espèces de rhinocéros de Sumatra. Le rhinocéros de Bornéo a été déclaré éteint à l'état sauvage en avril 2015, avec seulement trois individus (un mâle, deux femelles) laissés en captivité à Sabah. Cependant, en mars 2016, un jeune rhinocéros femelle a été capturé à Kalimantan oriental, apportant des preuves solides de leur existence.

## Description
Le rhinocéros de Bornéo est nettement plus petit que les deux autres sous-espèces, ce qui en fait le plus petit des rhinocéros existants. Le poids d'un adulte varie de 600 à 950 kg, la hauteur de 1 a 1,5 mètre et la longueur du corps de 2–3 mètres. Le rhinocéros de Bornéo a la peau la plus foncée des rhinocéros de Sumatra, et la fourrure des veaux est beaucoup plus dense, mais elle devient plus rare et plus sombre à mesure que l’animal arrive à maturité. La taille de la tête est également relativement plus petite, les oreilles sont frangées et des rides sont observées autour des yeux. Comme le rhinocéros noir, il a une lèvre préhensile. La différence avec le rhinocéros de Sumatra occidental est principalement génétique.

## Répartition
Les rhinocéros de Bornéo couvraient tout Bornéo, mais leur aire de répartition a été fortement réduite. Auparavant, toute la population sauvage connue vivait à Sabah, principalement dans la réserve de Tabin. Cependant, cette population est probablement désormais éteinte. Un spécimen récemment capturé et des preuves vidéo provenant de pièges photographiques ont confirmé leur présence continue à Kalimantan oriental.

## Population
Malaisie : 0
 Indonésie : 10